# Mariana Otero
Pour les articles homonymes, voir Otero.
Mariana Otero, née à Rennes le 9 décembre 1963, est une réalisatrice française.

## Biographie

### Formation
Mariana Otero passe son baccalauréat en 1979, obtient une licence de lettres à l'université Rennes-II, puis une maitrise à l'université Paris-VIII en 1985 avec comme sujet de mémoire Valeurs de la Poésie dans Alphaville de Jean-Luc Godard. 
Elle entre en 1985 à l'Institut des hautes études cinématographiques dont elle est diplômée en 1988.

### Réalisatrice
Mariana Otero réalise des documentaires, pour lesquels elle a reçu de nombreux prix. 
En 1991, elle réalise le premier, Non lieux, en co-réalisation avec Alejandra Rojo. Tourné en partie à la prison de Fleury Mérogis, ce film est diffusé sur La Sept sur la 3[Quoi ?] qui deviendra Arte. C'est ainsi que commence une collaboration fructueuse avec Thierry Garrel, responsable des documentaires à Arte. 
En 1994, elle réalise pour Arte La Loi du collège. En 1992-1993, Mariana Otero filme les élèves d'un collège de la banlieue parisienne tous les jours de classe pendant toute une année scolaire. C'est le premier film qu'elle produit avec Denis Freyd (Archipel 33). Ils continueront à travailler ensemble pendant presque 30 ans. Le film sera  le premier feuilleton documentaire de la chaine Arte.
Entre 1995 et 2000, elle vit au Portugal. Dans le documentaire Cette télévision est la vôtre, elle dévoile le fonctionnement de la SIC, chaîne de télévision commerciale. Ce film est diffusé sur Arte, RTBF et reçoit une mention spéciale au festival de Vic-le-Comte. 
En 2003, pour son film Histoire d'un secret elle commence à travailler pour le cinéma.  Elle y raconte l'histoire de sa mère, morte des suites d'un avortement clandestin. Ce film fait le tour des festivals (BAFICI, Locarno, Nyon). Il est primé à plusieurs reprises : au festival international de Valladolid, de Belo Horizonte)  et reçoit un accueil très favorable de la critique et du public. Il est le premier film à revenir sur l'histoire des avortements clandestins avant que ne soit votée la loi Veil. 
En 2010, dans Entre nos mains la réalisatrice raconte comment la transformation d'une entreprise en coopérative modifie en profondeur les salariées d'une entreprise de lingerie féminine. Après une belle vie en salles et dans les festivals dont ceux de Cannes (sélection Acid), La Rochelle, Doc Lisboa, Agadir, Buenos Aires, Tübingen, il est nommé aux César 2011 dans la catégorie meilleur documentaire.
En 2013, elle pose sa caméra dans un centre pour enfants psychotiques pour le film À ciel ouvert. Celui-ci reçoit un très bon accueil des critiques et des spectateurs en salle et fait le tour de plusieurs festivals : Doc Aviv en Israël, Edoc en Équateur, Festival de films de femmes de Pékin, Rio de Janeiro. Il devient un film de référence pour de nombreuses institutions en France et à l'étranger. Parallèlement, Mariana Otero publie avec la psychanalyste Marie Brémond, un livre À ciel ouvert : entretiens qui prolonge le film. Il est vendu à plus de 7 000 exemplaires et publié en anglais et espagnol.  
En 2017, elle réalise L'Assemblée, film-témoignage sur le mouvement Nuit debout, qui pendant trois mois en 2016 a animé la place de la République à Paris. Le film est sélectionné pour les festivals de Cannes (sélection Acid), FestfilmMaker de Milan, États généraux du film documentaire de Lussas, Festa do cinema de Lisbonne…
En 2020, Histoire d'un regard  interroge le cheminement du regard de Gilles Caron à travers ses milliers de photographies et redonne une présence au photographe disparu au Cambodge en 1970 après une carrière fulgurante de cinq ans. Le film remporte un grand succès critique et dans les festivals (Cambodia IFF, Hot Docs à Toronto, festival du film européen de Lecce en Italie, One World Romania International Human Rights, Festival international du film de Jérusalem, Rencontres internationales du documentaire de Montréal…) Il est nommé dans la catégorie meilleur documentaire aux César 2021.
Début 2022, elle réalise un clip de campagne de Jean-Luc Mélenchon, dont celui consacré au travail.[réf. nécessaire]

## Filmographie

### Actrice
- 2006 : Qui de nous deux de Charles Belmont
- 2006 : Nouvelle Chance d'Anne Fontaine

### Réalisatrice
- 1991 : Non-lieux
- 1994 : La Loi du collège
- 1997 : Cette télévision est la vôtre
- 2001 : Nous voulons un autre monde
- 2003 : Histoire d'un secret
- 2010 : Entre nos mains
- 2013 : À ciel ouvert
- 2017 : L'Assemblée
- 2019 : Histoire d'un regard

## Distinctions
- 1991 : Prix du meilleur documentaire au festival Cinéma et banlieue de Vaulx-en-Velin pour Non Lieux.
- 1994 : Meilleur film documentaire des 5e rencontres du cinéma documentaire de Lisbonne pour La Loi du collège.
- 2004 : Prix des 20 ans du festival international du film de Valladolid, et Belo Horizonte pour Histoire d'un secret.
- 2011 : Nommé au César dans la catégorie du meilleur documentaire pour Entre nos mains.
- 2021 : Nommé au César dans la catégorie du meilleur documentaire pour Histoire d'un regard.

### Enseignement et responsabilités
Mariana Otero enseigne le cinéma aux Ateliers Varan, à la Femis, à l’université de Jussieu, au Creadoc (Université de Poitiers), ainsi qu' à l'École cantonale d'art de Lausanne.
De 2010 à 2012, elle préside l’Association du cinéma indépendant pour sa diffusion. Elle est membre du conseil professionnel de la Femis.En 2021, elle est vice-présidente de l'Association des amis du réel.  

### Famille
Mariana Otero est la fille des peintres Clotilde Vautier et Antonio Otero, la sœur de l'actrice Isabel Otero et la demi-sœur de l'acteur Antojo Otero. Sa mère qui était en train de commencer une brillante carrière d'artiste peintre meurt à l'âge de trente ans des suites d'un avortement clandestin.Elle est aussi la nièce de Mariano Otero, peintre et sculpteur.
Elle épouse en 2018 le réalisateur de films et de fictions radiophoniques, scénariste et producteur Pascal Deux qui publie son livre coécrit avec Marie Brémond À ciel ouvert, entretiens et produit son film L'Assemblée. Elle a un fils Mateus de Macedo, qui se consacre au rap et au son.
- Son grand père Antonio Otero Seco (1905-1970) est un écrivain, poète, journaliste et critique littéraire espagnol. Il a épousé María Victorina San José ; de ce mariage sont nés trois enfants :
  - Mariano Otero (1942-2019), peintre espagnol.  Il épouse Marie-Alice Villeneuve, avec qui il a deux filles : Olga et Maruja ;
  - Isabel Otero ;
  - Antonio Otero. Il épouse Clotilde Vautier (1939-1968), artiste-peintre ; de ce mariage naissent deux filles.
    - Isabel Otero (1962), actrice française. De sa relation avec Hippolyte Girardot nait une fille.
      - Ana Girardot (1988), actrice.

    - Mariana Otero (1963), réalisatrice. de sa relation avec le chanteur portugais, Adolfo Luxuria Canibal (Mao Morta) nait Mateus De Macedo (1997)
    - Antojo Otero (1984), acteur.